# 130D号联邦公路
130D号联邦公路（西班牙語：Carretera Federal 130D）是墨西哥境内的一条公路，为该国公路系统中平行于130号联邦公路的收费公路。该公路为墨西哥城-图斯潘公路通道的末端，全段位于韦拉克鲁斯州境内，途径蒂瓦特兰、图斯潘两市境，总长约37.5公里。

## 建设历程
130D号联邦公路始建于1994年，系墨西哥交通部在当时开放给承包商的墨西哥城-图斯潘公路特许经营区段之一。

## 分段
根据墨西哥交通部及联邦道路桥梁管理局发布的《墨西哥公路数据报告（2020年版）》，该公路以130D的编号纳入墨西哥联邦公路网络。
此前与该公路相连的蒂瓦特兰-古特雷斯·萨摩拉收费公路也曾使用130D的编号，但在2020年的数据报告中，该区段变更编号为180D，成为波萨里卡-韦拉克鲁斯高速公路的一部分。

## 走向
130D号联邦公路起自韦拉克鲁斯州蒂瓦特兰市以南132D号联邦公路与180号联邦公路互通处，向东北首先与蒂瓦特兰-古特雷斯萨摩拉收费公路相接，随后转向北，设有图斯潘桥收费站和停车区。在卡尼亚达里卡村处，130号联邦公路与该公路并线，并有一小互通立交桥连接一条东西向村道；至铁拉布兰卡村，该公路又与图斯潘-坦皮科高速公路相汇。
在图斯潘城以南的圣地亚戈-德拉佩尼亚镇，130D号联邦公路先后与通往图斯潘港区及科波斯村的滨河道路相连，经图斯潘桥跨潘特佩克河，汇入市区库奥赫特莫克大道。